# Wahlkreis Pisa (Camera dei deputati)
Der Wahlkreis Pisa war von 1993 bis 2007 und ist seit 2017 wieder ein Wahlkreis (italienisch collegio elettorale) für die Wahl der Abgeordnetenkammer.

## Von 1993 bis 2005

### Wahlkreisgebiet
| Wahlkreise – Camera dei deputati – Toskana | Wahlkreise – Camera dei deputati – Toskana | Wahlkreise – Camera dei deputati – Toskana |
| Provinz                                    | Provinz                                    | Gemeinden nach Provinzen ⮞ Wahlkreis |
| ------------------------------------------ | ------------------------------------------ | --- |
|                                            | Provinz Arezzo (39 Gemeinden)              | 11 ⮞ Wahlkreis Arezzo 21 ⮞ Wahlkreis Montevarchi 7 ⮞ Wahlkreis Cortona |
|                                            | Provinz Florenz (44 Gemeinden)             | Teil von Florenz ⮞ Wahlkreis Florenz 1 Teil von Florenz ⮞ Wahlkreis Florenz 2 Teil von Florenz ⮞ Wahlkreis Florenz 3 14 + Teil von Florenz ⮞ Wahlkreis Florenz – Pontassieve 10 ⮞ Wahlkreis Bagno a Ripoli 8 ⮞ Wahlkreis Empoli 6 ⮞ Wahlkreis Scandicci 5 ⮞ Wahlkreis Sesto Fiorentino |
|                                            | Provinz Grosseto (28 Gemeinden)            | 10 ⮞ Wahlkreis Grosseto 17 ⮞ Wahlkreis Massa Marittima 1 ⮞ Wahlkreis Piombino |
|                                            | Provinz Livorno (20 Gemeinden)             | 1 + Teil von Livorno ⮞ Wahlkreis Livorno – Collesalvetti 2 + Teil von Livorno ⮞ Wahlkreis Livorno – Rosignano Marittimo 16 ⮞ Wahlkreis Piombino |
|                                            | Provinz Lucca (35 Gemeinden)               | 3 ⮞ Wahlkreis Lucca 26 ⮞ Wahlkreis Capannori 4 ⮞ Wahlkreis Viareggio 2 ⮞ Wahlkreis Massa |
|                                            | Provinz Massa-Carrara (17 Gemeinden)       | 2 ⮞ Wahlkreis Massa 15 ⮞ Wahlkreis Carrara |
|                                            | Provinz Pisa (39 Gemeinden)                | 3 ⮞ Wahlkreis Pisa 10 ⮞ Wahlkreis Cascina 25 ⮞ Wahlkreis Pontedera 1 ⮞ Wahlkreis Viareggio |
|                                            | Provinz Pistoia (22 Gemeinden)             | 8 ⮞ Wahlkreis Pistoia 12 ⮞ Wahlkreis Montecatini Terme 2 ⮞ Wahlkreis Prato – Montemurlo |
|                                            | Provinz Prato (7 Gemeinden)                | 2 + Teil von Prato ⮞ Wahlkreis Prato – Carmignano 4 + Teil von Prato ⮞ Wahlkreis Prato – Montemurlo |
|                                            | Provinz Siena (36 Gemeinden)               | 11 ⮞ Wahlkreis Siena 11 ⮞ Wahlkreis Cortona 14 ⮞ Wahlkreis Massa Marittima |

Der Wahlkreis umfasste 3 Gemeinden: Calci, Pisa und San Giuliano Terme.

### Wahlergebnisse

#### Parlamentswahl 1994

##### Direktstimmen
| Kandidaten               | Kandidaten                   | Parteien                                 | Stimmen | %    |
| ------------------------ | ---------------------------- | ---------------------------------------- | ------- | ---- |
|                          | Mauro Paissangewählt         | Progressisti                             | 48.915  | 50,1 |
|                          | Patrizia Paoletti Tangheroni | Polo delle Libertà (FI – LN – CCD – UdC) | 21.573  | 22,1 |
|                          | Virgilio Luvisotti           | Alleanza Nazionale                       | 14.318  | 14,7 |
|                          | Enrico Letta                 | Patto per l’Italia                       | 12.919  | 13,2 |
| Gesamt                   | Gesamt                       | Gesamt                                   | 97.725  | 100  |
|                          |                              |                                          |         |      |
| Ungültige Stimmen        | Ungültige Stimmen            | Ungültige Stimmen                        | 5.986   | 5,8  |
| Wähler                   | Wähler                       | Wähler                                   | 103.711 | 92,6 |
| Wahlberechtigte          | Wahlberechtigte              | Wahlberechtigte                          | 111.988 |      |
|                          |                              |                                          |         |      |
| Quelle: Innenministerium |                              |                                          |         |      |

##### Listenstimmen
| Parteien                             | Parteien                        | Parteien                           | Stimmen | %    |
| ------------------------------------ | ------------------------------- | ---------------------------------- | ------- | ---- |
|                                      | Progressisti                    | Partito Democratico della Sinistra | 28.959  | 29,2 |
| Partito della Rifondazione Comunista | Progressisti                    | 11.225                             | 11,3    |      |
| Federazione dei Verdi                | Progressisti                    | 3.246                              | 3,3     |      |
| La Rete                              | Progressisti                    | 2.473                              | 2,5     |      |
| Alleanza Democratica                 | Progressisti                    | 2.439                              | 2,5     |      |
| Partito Socialista Italiano          | Progressisti                    | 2.143                              | 2,2     |      |
| ↳ Gesamt                             | Progressisti                    | 50.485                             | 50,8    |      |
|                                      | Polo delle Libertà              | Forza Italia                       | 15.199  | 15,3 |
| Lega Nord                            | Polo delle Libertà              | 2.225                              | 2,2     |      |
| ↳ Gesamt                             | Polo delle Libertà              | 17.424                             | 17,5    |      |
|                                      | Alleanza Nazionale              | Alleanza Nazionale                 | 13.706  | 13,8 |
|                                      | Patto per l’Italia              | Partito Popolare Italiano          | 6.466   | 6,5  |
| Patto Segni                          | Patto per l’Italia              | 6.173                              | 6,2     |      |
| ↳ Gesamt                             | Patto per l’Italia              | 12.639                             | 12,7    |      |
|                                      | Lista Marco Pannella            | Lista Marco Pannella               | 4.400   | 4,4  |
|                                      | Socialdemocrazia per le Libertà | Socialdemocrazia per le Libertà    | 519     | 0,5  |
|                                      | Insieme per lo Sviluppo         | Insieme per lo Sviluppo            | 159     | 0,2  |
| Gesamt                               | Gesamt                          | Gesamt                             | 99.332  | 100  |
|                                      |                                 |                                    |         |      |
| Ungültige Stimmen                    | Ungültige Stimmen               | Ungültige Stimmen                  | 4.377   | 4,2  |
| Wähler                               | Wähler                          | Wähler                             | 103.709 | 92,6 |
| Wahlberechtigte                      | Wahlberechtigte                 | Wahlberechtigte                    | 111.988 |      |
|                                      |                                 |                                    |         |      |
| Quelle: Innenministerium             |                                 |                                    |         |      |

#### Parlamentswahl 1996

##### Direktstimmen
| Kandidaten               | Kandidaten             | Parteien            | Stimmen | %    |
| ------------------------ | ---------------------- | ------------------- | ------- | ---- |
|                          | Mauro Paissangewählt   | L’Ulivo             | 55.334  | 59,5 |
|                          | Luca Paolo Titoni      | Polo per le Libertà | 32.612  | 35,1 |
|                          | Gianni Francesco Rossi | Fiamma Tricolore    | 3.264   | 3,5  |
|                          | Enrico Marroni         | Mani Pulite         | 1.794   | 1,9  |
| Gesamt                   | Gesamt                 | Gesamt              | 93.004  | 100  |
|                          |                        |                     |         |      |
| Ungültige Stimmen        | Ungültige Stimmen      | Ungültige Stimmen   | 6.332   | 6,4  |
| Wähler                   | Wähler                 | Wähler              | 99.336  | 89,2 |
| Wahlberechtigte          | Wahlberechtigte        | Wahlberechtigte     | 111.391 |      |
|                          |                        |                     |         |      |
| Quelle: Innenministerium |                        |                     |         |      |

##### Listenstimmen
| Parteien                                          | Parteien                             | Parteien                             | Stimmen | %    |
| ------------------------------------------------- | ------------------------------------ | ------------------------------------ | ------- | ---- |
|                                                   | L’Ulivo                              | Partito Democratico della Sinistra   | 29.415  | 31,0 |
| Popolari per Prodi (PPI – SVP – PRI – UD – Prodi) | L’Ulivo                              | 6.452                                | 6,8     |      |
| Rinnovamento Italiano                             | L’Ulivo                              | 3.922                                | 4,1     |      |
| Federazione dei Verdi                             | L’Ulivo                              | 2.563                                | 2,7     |      |
| ↳ Gesamt                                          | L’Ulivo                              | 42.352                               | 44,6    |      |
|                                                   | Polo per le Libertà                  | Alleanza Nazionale                   | 17.190  | 18,1 |
| Forza Italia                                      | Polo per le Libertà                  | 12.154                               | 12,8    |      |
| CCD – CDU                                         | Polo per le Libertà                  | 3.860                                | 4,1     |      |
| ↳ Gesamt                                          | Polo per le Libertà                  | 33.204                               | 35,0    |      |
|                                                   | Partito della Rifondazione Comunista | Partito della Rifondazione Comunista | 13.560  | 14,3 |
|                                                   | Lista Pannella – Sgarbi              | Lista Pannella – Sgarbi              | 2.211   | 2,3  |
|                                                   | Lega Nord                            | Lega Nord                            | 1.355   | 1,4  |
|                                                   | Fiamma Tricolore                     | Fiamma Tricolore                     | 1.003   | 1,1  |
|                                                   | Partito Socialista                   | Partito Socialista                   | 556     | 0,6  |
|                                                   | Mani Pulite                          | Mani Pulite                          | 464     | 0,5  |
|                                                   | Movimento Autonomista Toscano        | Movimento Autonomista Toscano        | 194     | 0,2  |
|                                                   | Partito Umanista                     | Partito Umanista                     | 44      | 0,0  |
| Gesamt                                            | Gesamt                               | Gesamt                               | 94.943  | 100  |
|                                                   |                                      |                                      |         |      |
| Ungültige Stimmen                                 | Ungültige Stimmen                    | Ungültige Stimmen                    | 4.400   | 4,4  |
| Wähler                                            | Wähler                               | Wähler                               | 99.343  | 89,2 |
| Wahlberechtigte                                   | Wahlberechtigte                      | Wahlberechtigte                      | 111.391 |      |
|                                                   |                                      |                                      |         |      |
| Quelle: Innenministerium                          |                                      |                                      |         |      |

#### Parlamentswahl 2001

##### Direktstimmen
| Kandidaten               | Kandidaten             | Parteien           | Stimmen | %    |
| ------------------------ | ---------------------- | ------------------ | ------- | ---- |
|                          | Ermete Realaccigewählt | L’Ulivo            | 50.421  | 55,9 |
|                          | Piero Pizzi            | Casa delle Libertà | 33.053  | 36,7 |
|                          | Enrico Marroni         | Lista Di Pietro    | 2.755   | 3,1  |
|                          | Paolo Pisanti          | Lista Emma Bonino  | 2.172   | 2,4  |
|                          | Antonio Punzo          | Democrazia Europea | 1.732   | 1,9  |
| Gesamt                   | Gesamt                 | Gesamt             | 90.133  | 100  |
|                          |                        |                    |         |      |
| Ungültige Stimmen        | Ungültige Stimmen      | Ungültige Stimmen  | 4.474   | 4,7  |
| Wähler                   | Wähler                 | Wähler             | 94.607  | 86,4 |
| Wahlberechtigte          | Wahlberechtigte        | Wahlberechtigte    | 109.535 |      |
|                          |                        |                    |         |      |
| Quelle: Innenministerium |                        |                    |         |      |

##### Listenstimmen
| Parteien                               | Parteien                             | Parteien                             | Stimmen | %    |
| -------------------------------------- | ------------------------------------ | ------------------------------------ | ------- | ---- |
|                                        | L’Ulivo                              | Democratici di Sinistra              | 24.811  | 27,3 |
| La Margherita (Dem – PPI – RI – Udeur) | L’Ulivo                              | 12.962                               | 14,2    |      |
| Partito dei Comunisti Italiani         | L’Ulivo                              | 2.603                                | 2,9     |      |
| Il Girasole (FdV – SDI)                | L’Ulivo                              | 2.176                                | 2,4     |      |
| ↳ Gesamt                               | L’Ulivo                              | 42.552                               | 46,8    |      |
|                                        | Casa delle Libertà                   | Forza Italia                         | 17.715  | 19,5 |
| Alleanza Nazionale                     | Casa delle Libertà                   | 14.159                               | 15,6    |      |
| CCD – CDU                              | Casa delle Libertà                   | 1.598                                | 1,8     |      |
| Nuovo PSI                              | Casa delle Libertà                   | 587                                  | 0,6     |      |
| Lega Nord                              | Casa delle Libertà                   | 467                                  | 0,5     |      |
| ↳ Gesamt                               | Casa delle Libertà                   | 34.526                               | 37,9    |      |
|                                        | Partito della Rifondazione Comunista | Partito della Rifondazione Comunista | 8.006   | 8,8  |
|                                        | Lista Di Pietro                      | Lista Di Pietro                      | 2.633   | 2,9  |
|                                        | Lista Emma Bonino                    | Lista Emma Bonino                    | 2.074   | 2,3  |
|                                        | Democrazia Europea                   | Democrazia Europea                   | 997     | 1,1  |
|                                        | Comunismo                            | Comunismo                            | 140     | 0,2  |
|                                        | Abolizione Scorporo                  | Abolizione Scorporo                  | 50      | 0,1  |
| Gesamt                                 | Gesamt                               | Gesamt                               | 90.978  | 100  |
|                                        |                                      |                                      |         |      |
| Ungültige Stimmen                      | Ungültige Stimmen                    | Ungültige Stimmen                    | 3.646   | 3,9  |
| Wähler                                 | Wähler                               | Wähler                               | 94.624  | 86,4 |
| Wahlberechtigte                        | Wahlberechtigte                      | Wahlberechtigte                      | 109.535 |      |
|                                        |                                      |                                      |         |      |
| Quelle: Innenministerium               |                                      |                                      |         |      |

## Von 2017 bis 2020

### Wahlkreisgebiet
| Wahlkreise – Camera dei deputati – Toskana | Wahlkreise – Camera dei deputati – Toskana | Wahlkreise – Camera dei deputati – Toskana |
| Provinz                                    | Provinz                                    | Gemeinden nach Provinzen ⮞ Wahlkreis |
| ------------------------------------------ | ------------------------------------------ | --- |
|                                            | Metropolitanstadt Florenz (42 Gemeinden)   | Teil von Florenz ⮞ Wahlkreis Florenz – Novoli – Peretola Teil von Florenz ⮞ Wahlkreis Florenz – Scandicci 15 ⮞ Wahlkreis Empoli 19 ⮞ Wahlkreis Sesto Fiorentino 3 ⮞ Wahlkreis Poggibonsi |
|                                            | Provinz Arezzo (37 Gemeinden)              | 30 ⮞ Wahlkreis Arezzo 5 ⮞ Wahlkreis Siena 2 ⮞ Wahlkreis Sesto Fiorentino |
|                                            | Provinz Grosseto (28 Gemeinden)            | alle ⮞ Wahlkreis Grosseto |
|                                            | Provinz Livorno (20 Gemeinden)             | 11 ⮞ Wahlkreis Livorno 9 ⮞ Wahlkreis Grosseto |
|                                            | Provinz Lucca (33 Gemeinden)               | 26 ⮞ Wahlkreis Lucca 5 ⮞ Wahlkreis Massa 2 ⮞ Wahlkreis Pistoia |
|                                            | Provinz Massa-Carrara (17 Gemeinden)       | alle ⮞ Wahlkreis Massa |
|                                            | Provinz Pisa (37 Gemeinden)                | 12 ⮞ Wahlkreis Pisa 25 ⮞ Wahlkreis Poggibonsi |
|                                            | Provinz Pistoia (20 Gemeinden)             | 17 ⮞ Wahlkreis Pistoia 2 ⮞ Wahlkreis Prato 1 ⮞ Wahlkreis Empoli |
|                                            | Provinz Prato (7 Gemeinden)                | alle ⮞ Wahlkreis Prato |
|                                            | Provinz Siena (35 Gemeinden)               | 30 ⮞ Wahlkreis Siena 5 ⮞ Wahlkreis Poggibonsi |

Der Wahlkreis umfasste 12 Gemeinden der Provinz Pisa (Bientina, Buti, Calci, Calcinaia, Cascina, Castelfranco di Sotto, Pisa, San Giuliano Terme, Santa Croce sull’Arno, Santa Maria a Monte, Vecchiano und Vicopisano).

### Wahlergebnisse

#### Parlamentswahl 2018
| Kandidaten               | Kandidaten            | Stimmen | %    | Listen                                      | Stimmen | %    |
| ------------------------ | --------------------- | ------- | ---- | ------------------------------------------- | ------- | ---- |
|                          | Edoardo Ziellogewählt | 51.258  | 33,8 | Lega                                        | 30.628  | 20,2 |
| Forza Italia             | Edoardo Ziellogewählt | 51.258  | 33,8 | 13.514                                      | 8,9     |      |
| Fratelli d’Italia        | Edoardo Ziellogewählt | 51.258  | 33,8 | 6.183                                       | 4,1     |      |
| Noi con l’Italia – UDC   | Edoardo Ziellogewählt | 51.258  | 33,8 | 933                                         | 0,6     |      |
|                          | Lucia Ciampi          | 44.322  | 29,2 | Partito Democratico                         | 37.822  | 24,9 |
| +Europa                  | Lucia Ciampi          | 44.322  | 29,2 | 4.683                                       | 3,1     |      |
| Italia Europa Insieme    | Lucia Ciampi          | 44.322  | 29,2 | 1.065                                       | 0,7     |      |
| Civica Popolare          | Lucia Ciampi          | 44.322  | 29,2 | 752                                         | 0,5     |      |
|                          | Laura Palagini        | 39.005  | 25,7 | Movimento 5 Stelle                          | 39.005  | 25,7 |
|                          | Nicola Fratoianni     | 9.349   | 6,2  | Liberi e Uguali                             | 9.349   | 6,2  |
|                          | Emanuela Grifoni      | 3.420   | 2,3  | Potere al Popolo!                           | 3.420   | 2,3  |
|                          | Paolo Casole          | 1.527   | 1,0  | Partito Comunista                           | 1.527   | 1,0  |
|                          | Gianluca Villani      | 1.251   | 0,8  | CasaPound Italia                            | 1.251   | 0,8  |
|                          | Roberto Mura          | 786     | 0,5  | Il Popolo della Famiglia                    | 786     | 0,5  |
|                          | Simone Grossi         | 580     | 0,4  | Italia agli Italiani (FT – FN)              | 580     | 0,4  |
|                          | Nicola Sighinolfi     | 273     | 0,2  | Per una Sinistra Rivoluzionaria (SCR – PCL) | 273     | 0,2  |
| Gesamt                   | Gesamt                | 151.771 | 100  |                                             | 151.771 | 100  |
|                          |                       |         |      |                                             |         |      |
| Ungültige Stimmen        | Ungültige Stimmen     | 4.373   | 2,8  |                                             |         |      |
| Wähler                   | Wähler                | 156.144 | 78,1 |                                             |         |      |
| Wahlberechtigte          | Wahlberechtigte       | 200.013 |      |                                             |         |      |
|                          |                       |         |      |                                             |         |      |
| Quelle: Innenministerium |                       |         |      |                                             |         |      |

## Seit 2020

### Wahlkreisgebiet
| Wahlkreise – Camera dei deputati – Toskana | Wahlkreise – Camera dei deputati – Toskana | Wahlkreise – Camera dei deputati – Toskana                                                                 |
| Provinz                                    | Provinz                                    | Gemeinden nach Provinzen ⮞ Wahlkreis                                                                       |
| ------------------------------------------ | ------------------------------------------ | --- |
|                                            | Metropolitanstadt Florenz (41 Gemeinden)   | 1 ⮞ Wahlkreis Florenz 28 ⮞ Wahlkreis Scandicci 9 ⮞ Wahlkreis Prato 2 ⮞ Wahlkreis Arezzo 1 ⮞ Wahlkreis Pisa |
|                                            | Provinz Arezzo (36 Gemeinden)              | alle ⮞ Wahlkreis Arezzo                                                                                    |
|                                            | Provinz Grosseto (28 Gemeinden)            | alle ⮞ Wahlkreis Grosseto                                                                                  |
|                                            | Provinz Livorno (19 Gemeinden)             | alle ⮞ Wahlkreis Livorno                                                                                   |
|                                            | Provinz Lucca (33 Gemeinden)               | 26 ⮞ Wahlkreis Lucca 7 ⮞ Wahlkreis Massa                                                                   |
|                                            | Provinz Massa-Carrara (17 Gemeinden)       | alle ⮞ Wahlkreis Massa                                                                                     |
|                                            | Provinz Pisa (37 Gemeinden)                | alle ⮞ Wahlkreis Pisa                                                                                      |
|                                            | Provinz Pistoia (20 Gemeinden)             | 13 ⮞ Wahlkreis Lucca 7 ⮞ Wahlkreis Prato                                                                   |
|                                            | Provinz Prato (7 Gemeinden)                | alle ⮞ Wahlkreis Prato                                                                                     |
|                                            | Provinz Siena (35 Gemeinden)               | alle ⮞ Wahlkreis Grosseto                                                                                  |

Der Wahlkreis umfasst 38 Gemeinden:
- alle 37 Gemeinden der Provinz Pisa;
- eine Gemeinde der Metropolitanstadt Florenz (Fucecchio).

### Wahlergebnisse

#### Parlamentswahl 2022
| Kandidaten                          | Kandidaten             | Stimmen | %    | Listen                                                  | Stimmen | %    |
| ----------------------------------- | ---------------------- | ------- | ---- | ------------------------------------------------------- | ------- | ---- |
|                                     | Edoardo Ziellogewählt  | 91.823  | 40,1 | Fratelli d’Italia                                       | 61.203  | 26,7 |
| Lega per Salvini Premier            | Edoardo Ziellogewählt  | 91.823  | 40,1 | 17.408                                                  | 7,6     |      |
| Forza Italia                        | Edoardo Ziellogewählt  | 91.823  | 40,1 | 12.351                                                  | 5,4     |      |
| Noi Moderati                        | Edoardo Ziellogewählt  | 91.823  | 40,1 | 861                                                     | 0,4     |      |
|                                     | Stefano Ceccanti       | 79.982  | 34,9 | Partito Democratico – Italia Democratica e Progressista | 59.932  | 26,1 |
| Alleanza Verdi e Sinistra           | Stefano Ceccanti       | 79.982  | 34,9 | 12.241                                                  | 5,3     |      |
| +Europa                             | Stefano Ceccanti       | 79.982  | 34,9 | 6.774                                                   | 3,0     |      |
| Impegno Civico – Centro Democratico | Stefano Ceccanti       | 79.982  | 34,9 | 1.035                                                   | 0,5     |      |
|                                     | Claudio Loconsole      | 26.809  | 11,7 | Movimento 5 Stelle                                      | 26.809  | 11,7 |
|                                     | Lio Michele Passarelli | 16.765  | 7,3  | Azione – Italia Viva                                    | 16.765  | 7,3  |
|                                     | Stefano Teotino        | 5.049   | 2,2  | Unione Popolare                                         | 5.049   | 2,2  |
|                                     | Manuela Terranova      | 3.635   | 1,6  | Italexit per l’Italia                                   | 3.635   | 1,6  |
|                                     | Francesco Sale         | 3.274   | 1,4  | Italia Sovrana e Popolare                               | 3.274   | 1,4  |
|                                     | Sabina Bargagna        | 1.865   | 0,8  | Vita                                                    | 1.865   | 0,8  |
| Gesamt                              | Gesamt                 | 229.202 | 100  |                                                         | 229.202 | 100  |
|                                     |                        |         |      |                                                         |         |      |
| Ungültige Stimmen                   | Ungültige Stimmen      | 9.882   | 4,1  |                                                         |         |      |
| Wähler                              | Wähler                 | 239.084 | 70,5 |                                                         |         |      |
| Wahlberechtigte                     | Wahlberechtigte        | 339.054 |      |                                                         |         |      |
|                                     |                        |         |      |                                                         |         |      |
| Quelle: Innenministerium            |                        |         |      |                                                         |         |      |